# Chata Monte Rosa

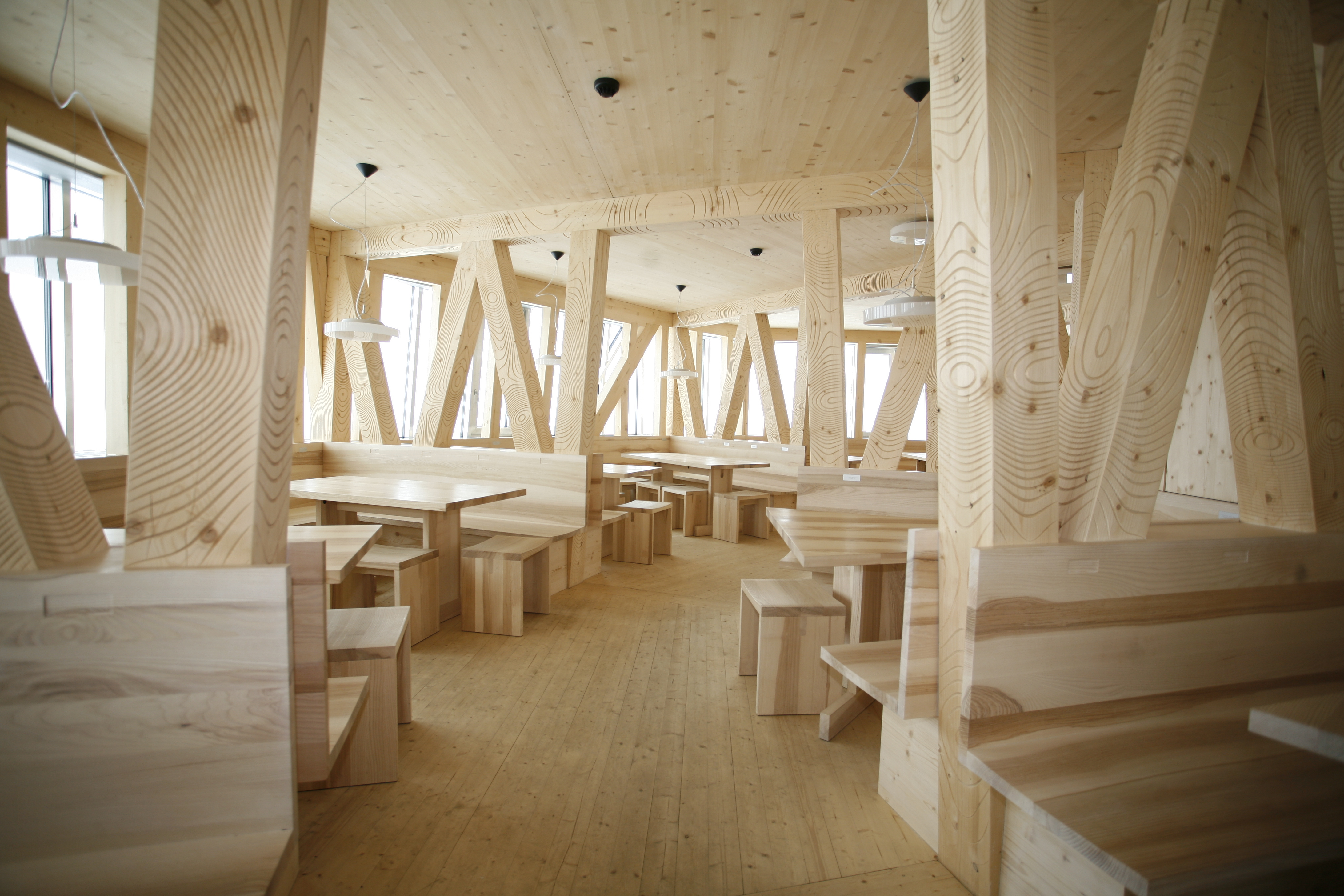
Interiér nové chaty

Chata Monte Rosa (německy Monte Rosa Hütte, francouzsky Cabane du Mont Rose) je horská chata ve švýcarském kantonu Valais, nedaleko Zermattu. Nachází se na úpatí hory Monte Rosa, v nadmořské výšce 2 883 m. Nová budova byla uvedena do provozu v roce 2009 a nahradila starou chatu, která byla v roce 2011 zbořena. Projekt moderní horské chaty vypracovala Spolková vysoká technická škola v Curychu na počest 150. výročí založení této školy.

## Galerie

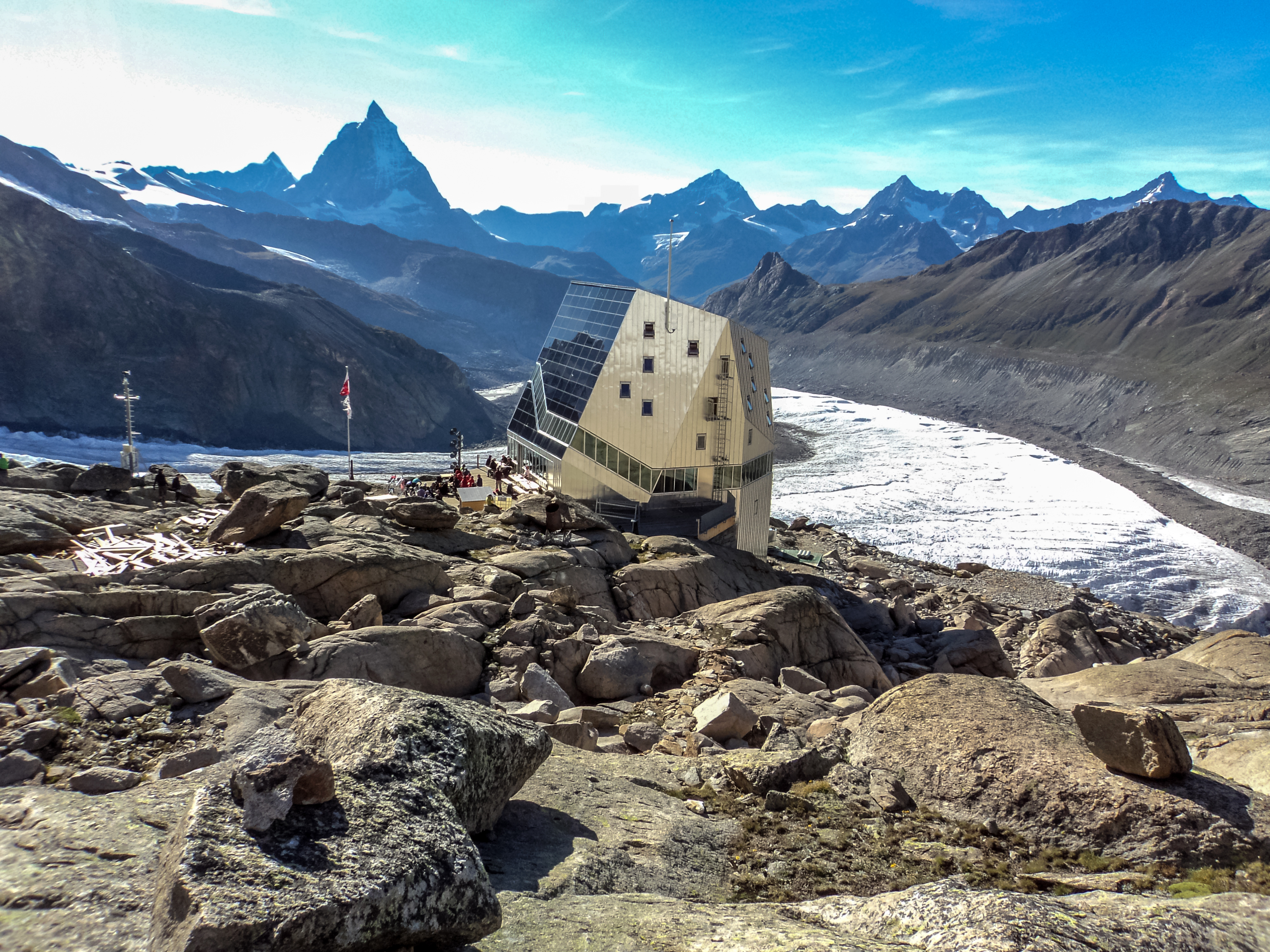
Chata nad ledovcem Gornergletscher, v pozadí Matterhorn
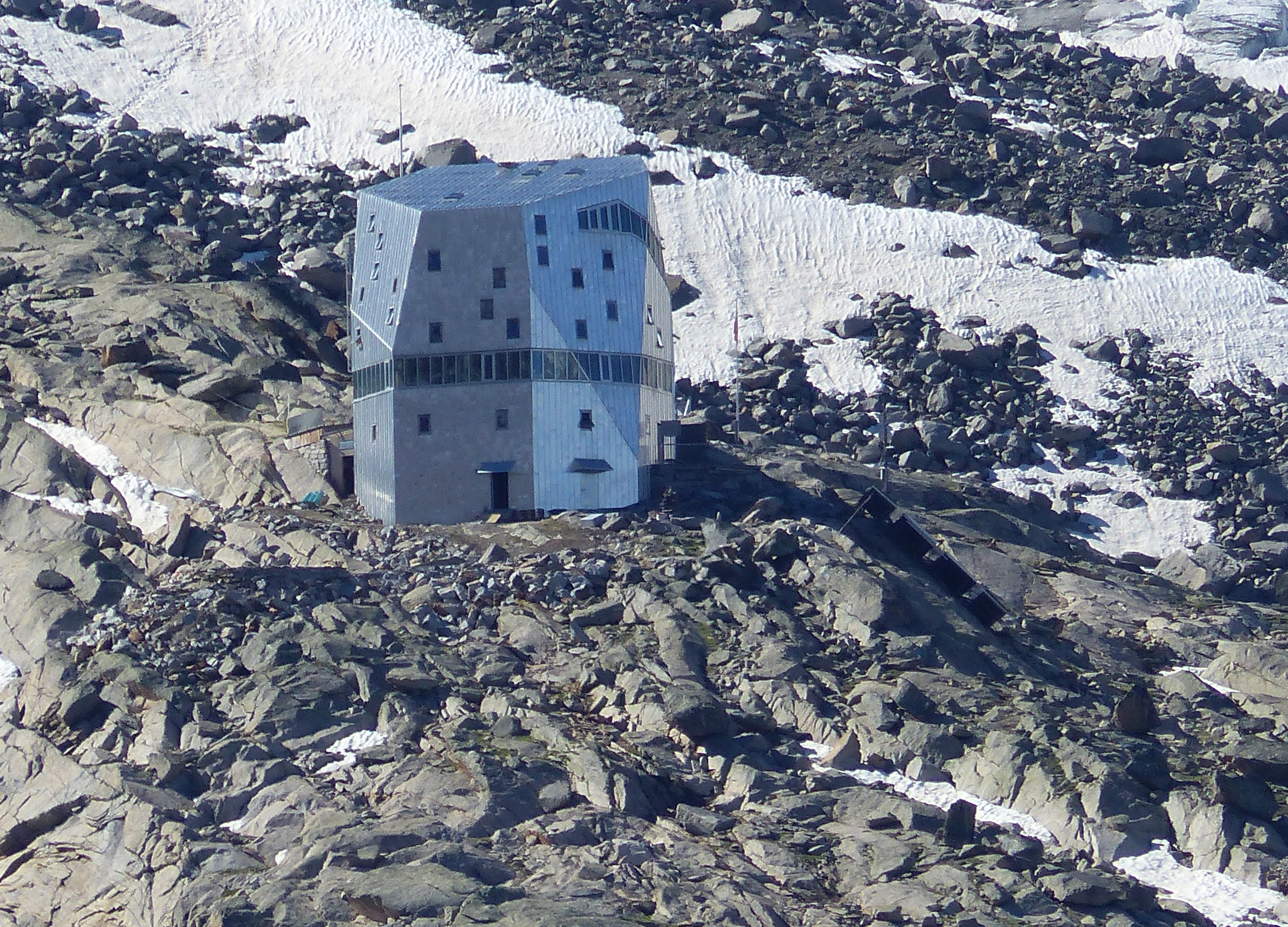
Chata na skalní plošině "Obere Platje"
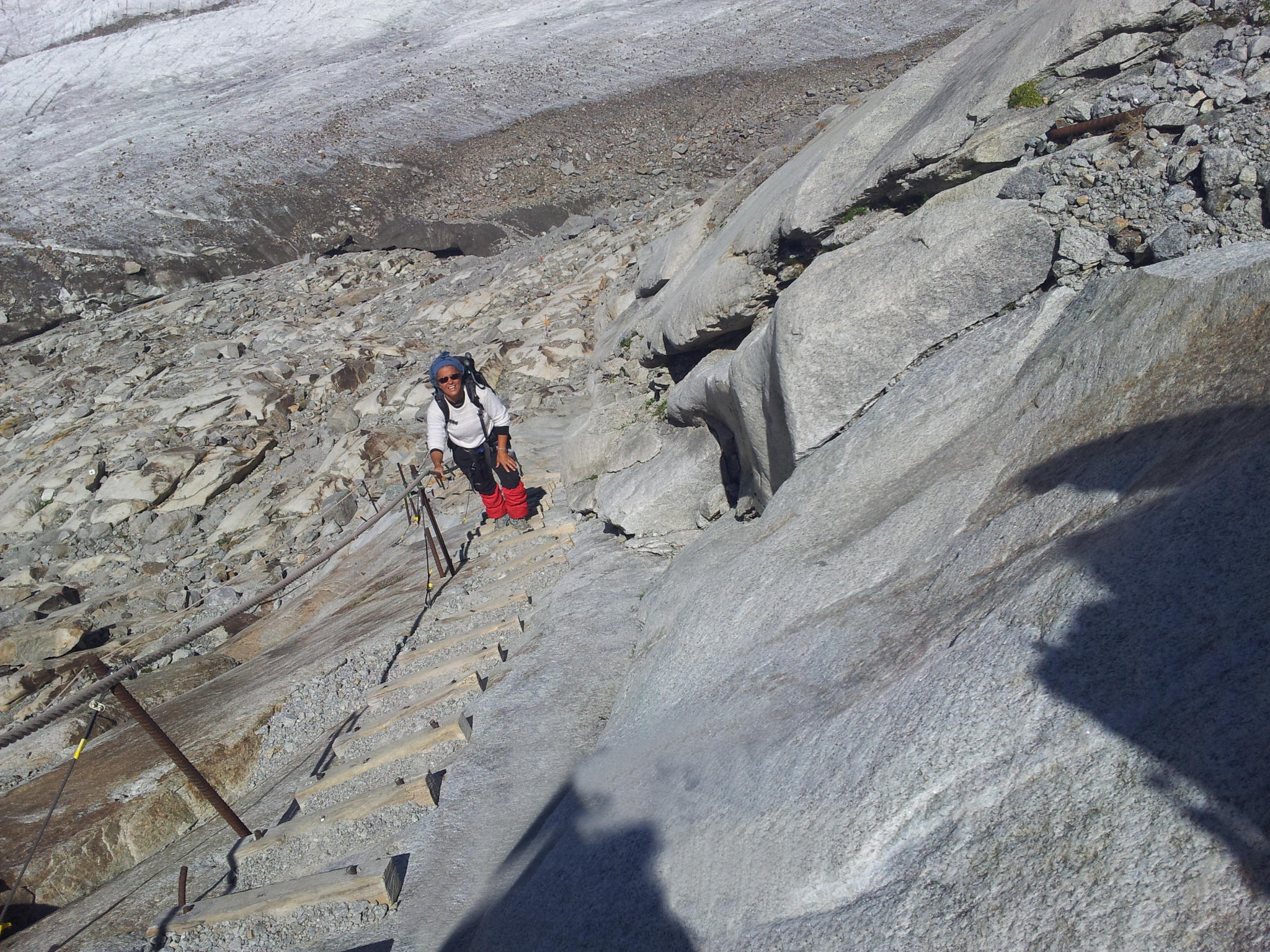
Přístupová cesta podél ledovce
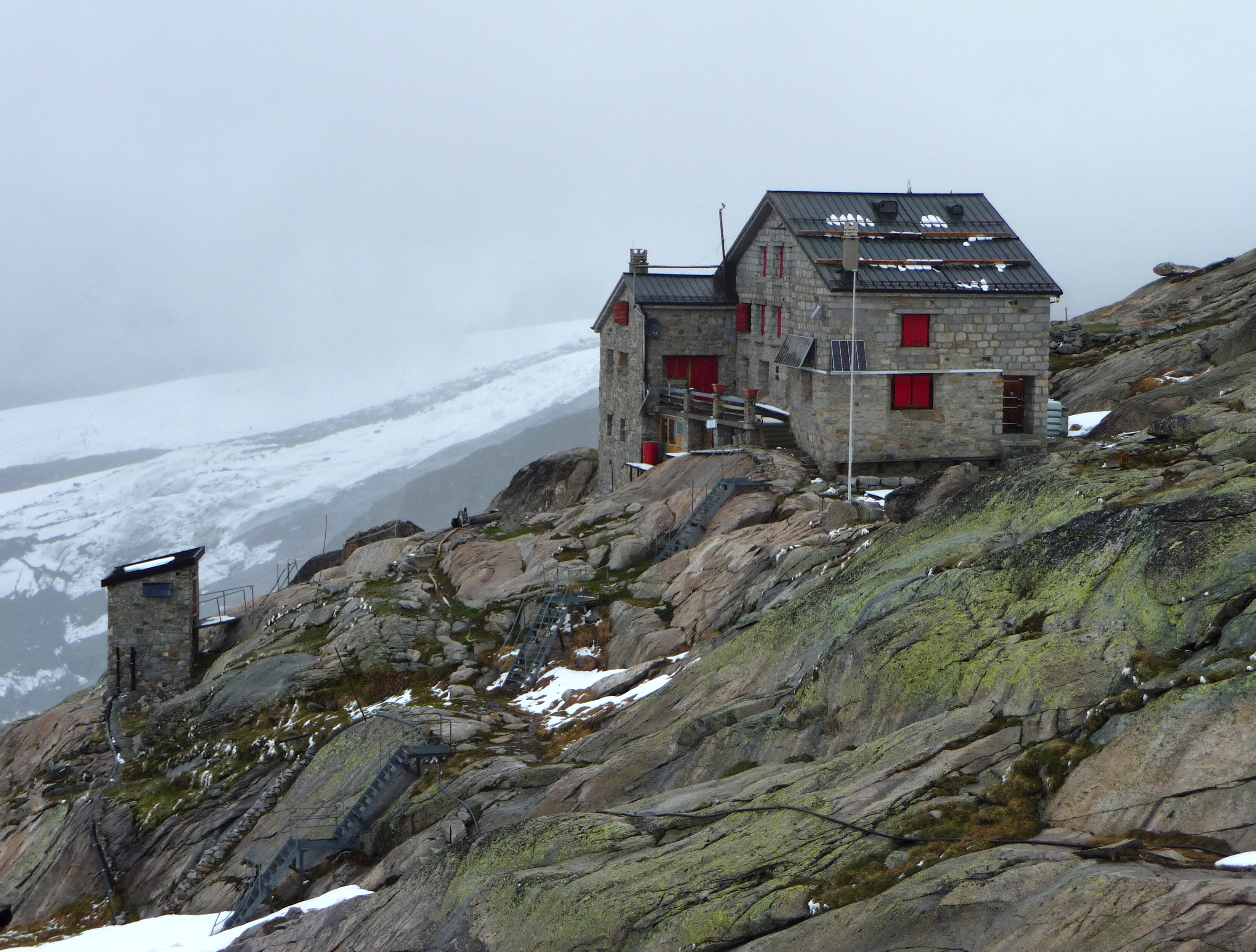
Stará chata, zbořená v roce 2011